# نیروهای لبنانی
نیروهای لبنانی (به عربی: القواة البنانية) از احزاب لبنانی و گروه‌های شبه نظامی مسیحی سابق در جنگ داخلی لبنان است. این حزب در حال حاضر دارای هشت کرسی از ۱۲۸ کرسی مجلس نمایندگان لبنان است و بدین ترتیب پنجمین حزب بزرگ در پارلمان لبنان محسوب می‌شود. سمیر جعجع ادارهٔ این حزب را بر عهده دارد.